# Fotbal na Ostrovních hrách 2009
Ostrovní hry 2009 se hrály na Alandech. Hrál se již jedenáctý ročník fotbalového turnaje, kterého se v tomto roce zúčastnilo 16 reprezentací. Již potřetí v historii turnaje vyhrál ostrov Jersey.

## Stadiony

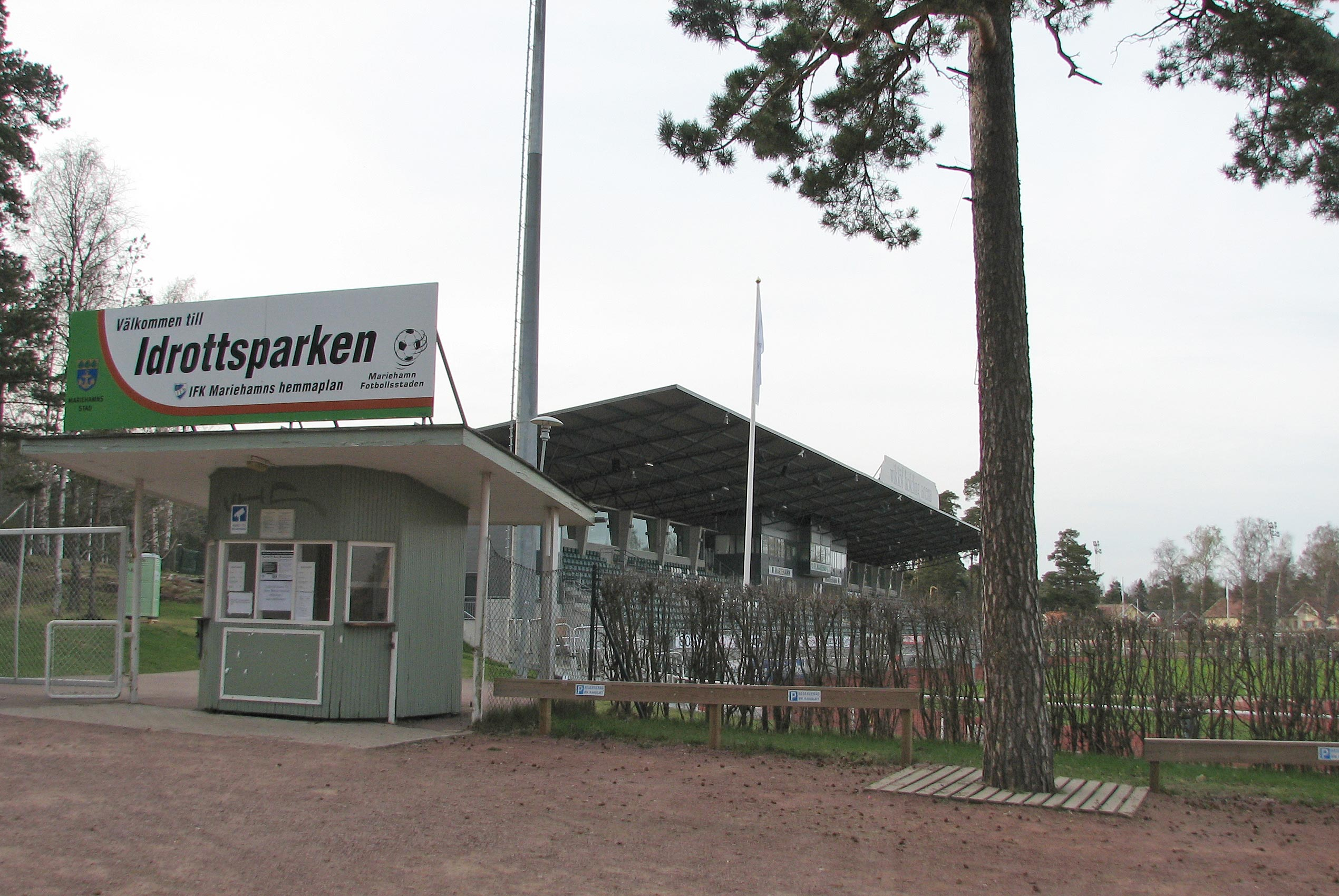
Wiklöf Holding Arena, Mariehamn

Hlavním stadionem byla Wiklöf Holding Arena v Mariehamnu, hlavním městě Aland, kde se odehrál mužský úvodní i finálový zápas, ale zbylá utkání se hrála na dalších stadionech v jiných městech.
| Stadion              | Město      | Odehraných zápasů | Odehraných zápasů | Odehraných zápasů |
| -------------------- | ---------- | ----------------- | ----------------- | ----------------- |
| Stadion              | Město      | Muži              | Ženy              | Celkem            |
| Wiklöf Holding Arena | Mariehamn  | 2                 | 1                 | 3                 |
| Bengtsböle           | Lemland    | 0                 | 8                 | 8                 |
| Hammarvallen         | Hammarland | 7                 | 1                 | 8                 |
| Markusböle           | Finström   | 3                 | 5                 | 8                 |
| Rangsby              | Saltvik    | 3                 | 1                 | 4                 |
| Solvallen            | Eckerö     | 6                 | 4                 | 10                |
| Sportkila            | Sund       | 4                 | 2                 | 6                 |
| Vikingavallen        | Jomala     | 8                 | 2                 | 10                |

## Rozhodčí
| Jméno               | Odpískané zápasy | Odpískané zápasy | Odpískané zápasy |
| Jméno               | Muži             | Ženy             | Celkem           |
| ------------------- | ---------------- | ---------------- | ---------------- |
| Tony Asumaa         | 1                | 0                | 1                |
| Nermin Cisic        | 5                | 0                | 5                |
| Josef Fagerholm     | 2                | 3                | 5                |
| Mattias Gestranius  | 1                | 0                | 1                |
| Juho Honkanen       | 2                | 1                | 3                |
| Johan Holmqvist     | 4                | 1                | 5                |
| Piia Jäntti         | 0                | 6                | 6                |
| Johan Krantz        | 4                | 0                | 4                |
| Arto Lilja          | 4                | 0                | 4                |
| Antti Lillman       | 4                | 0                | 4                |
| Mikko Mörö          | 1                | 4                | 5                |
| Ville M. Nevalainen | 5                | 0                | 5                |
| Minna Niskanen      | 0                | 2                | 2                |
| Stefan Skogberg     | 0                | 1                | 1                |
| Michael Sundström   | 1                | 1                | 2                |
| Ivana Zukovski      | 0                | 5                | 5                |

## Účastníci
| - Alandy - Falklandské ostrovy - Frøya - Gibraltar - Gotland - Grónsko - Guernsey - Jersey | - Menorca - Ostrov Man - Ostrov Wight - Rhodos - Saaremaa - Shetlandy - Vnější Hebridy - Ynys Môn/Anglesey |

## Skupinová fáze

### Skupina A
| Poř. | Stát      | Z | V | R | P | VG | OG | Rozdíl | B |
| ---- | --------- | - | - | - | - | -- | -- | ------ | - |
| 1    | Alandy    | 3 | 2 | 1 | 0 | 7  | 4  | +3     | 7 |
| 2    | Menorca   | 3 | 1 | 2 | 0 | 9  | 3  | +6     | 5 |
| 3    | Grónsko   | 3 | 1 | 0 | 2 | 5  | 11 | -6     | 3 |
| 4    | Shetlandy | 3 | 0 | 1 | 2 | 4  | 7  | −3     | 1 |

| 28. červen 2009 10:00 (UTC+3)                                                 |               |                         |                                                        |
| Alandy                                                                        | 4 : 2 (3 : 0) | Grónsko                 | Wiklöf Holding Arena, Mariehamn rozhodčí: Johan Krantz |
| Petter Isaksson 16' David Welin 33' Alexander Weckstrom 42' André Karring 51' |               | Pavia Mølgaard 58', 90' | Wiklöf Holding Arena, Mariehamn rozhodčí: Johan Krantz |

| 28. červen 2009 12:00 (UTC+3) |               |                                |                                                    |
| Menorca                       | 2 : 2 (2 : 1) | Shetlandy                      | Hammarvallen, Hammarland rozhodčí: Johan Holmqvist |
| David Mas 24', 33'            |               | Leighton Flaws 17', 63' (pen.) | Hammarvallen, Hammarland rozhodčí: Johan Holmqvist |

| 29. červen 2009 12:00 (UTC+3) |               | |                                               |
| Grónsko                       | 0 : 6 (0 : 3) | Menorca | Sportkila, Sund rozhodčí: Ville M. Nevalainen |
|                               |               | Alejandro Peréz Palliser 22' Peré Rodríguez Prats 27' Gabriel Llabrés 38' Jordi Segui 73' David Mas 76' John Mercadal 90' | Sportkila, Sund rozhodčí: Ville M. Nevalainen |

| 29. červen 2009 19:00 (UTC+3) |               |                                           |                                                  |
| Shetlandy                     | 1 : 2 (1 : 1) | Alandy                                    | Hammarvallen, Hammarland rozhodčí: Antti Lillman |
| Duncan Bray 15'               |               | Alexander Weckstrom 5' Simon Snickars 48' | Hammarvallen, Hammarland rozhodčí: Antti Lillman |

| 30. červen 2009 16:00 (UTC+3) |               |                          |                                              |
| Alandy                        | 1 : 1 (1 : 1) | Menorca                  | Markusböle, Finström rozhodčí: Antti Lillman |
| Andreas Bjork 2' (pen.)       |               | José Barranco 28' (pen.) | Markusböle, Finström rozhodčí: Antti Lillman |

| 30. červen 2009 16:00 (UTC+3) |               |                                         |                                           |
| Shetlandy                     | 3 : 1 (1 : 1) | Grónsko                                 | Sportkila, Sund rozhodčí: Johan Holmqvist |
| Leighton Flaws 24'            |               | Hans Knudsen 6' Pavia Mølgaard 65', 90' | Sportkila, Sund rozhodčí: Johan Holmqvist |

### Skupina B
| Poř. | Stát              | Z | V | R | P | VG | OG | Rozdíl | B |
| ---- | ----------------- | - | - | - | - | -- | -- | ------ | - |
| 1    | Guernsey          | 3 | 2 | 1 | 0 | 10 | 0  | +10    | 7 |
| 2    | Ynys Môn/Anglesey | 3 | 2 | 0 | 1 | 6  | 3  | +3     | 6 |
| 3    | Gibraltar         | 3 | 1 | 1 | 1 | 9  | 3  | +6     | 4 |
| 4    | Frøya             | 3 | 0 | 0 | 3 | 0  | 19 | −19    | 0 |

| 28. červen 2009 12:00 (UTC+3) |               |          |                                           |
| Gibraltar                     | 0 : 0 (0 : 0) | Guernsey | Solvallen, Eckerö rozhodčí: Antti Lillman |
|                               |               |          | Solvallen, Eckerö rozhodčí: Antti Lillman |

| 28. červen 2009 12:00 (UTC+3) |               |                         |                                            |
| Anglesey                      | 3 : 0 (2 : 0) | Frøya                   | Vikingavallen, Jomala rozhodčí: Arto Lilja |
| Edward Rhys Roberts 5'        |               | Melvin McGinnes 6', 80' | Vikingavallen, Jomala rozhodčí: Arto Lilja |

| 29. červen 2009 16:00 (UTC+3) |               |          |                                                 |
| Guernsey                      | 0 : 2 (0 : 0) | Anglesey | Vikingavallen, Jomala rozhodčí: Johan Holmqvist |
| Glyn Dyer 57' Ross Allen 84'  |               |          | Vikingavallen, Jomala rozhodčí: Johan Holmqvist |

| 29. červen 2009 16:00 (UTC+3) |               |                                                                                                   |                                        |
| Frøya                         | 0 : 8 (0 : 3) | Gibraltar                                                                                         | Solvallen, Eckerö rozhodčí: Mikko Mörö |
|                               |               | Lee Casciaro 25', 46', 56' Joseph Chipolina 42', 43' Jeremy Lopez 63', 86' Aaron Payas 90' (pen.) | Solvallen, Eckerö rozhodčí: Mikko Mörö |

| 30. červen 2009 12:00 (UTC+3) |               |                                               |                                                 |
| Gibraltar                     | 1 : 3 (0 : 0) | Anglesey                                      | Hammarvallen, Hammarland rozhodčí: Johan Krantz |
| Al Greene 76'                 |               | Melvin McGinnes 78' Mark Evans 88' (pen.) 90' | Hammarvallen, Hammarland rozhodčí: Johan Krantz |

| 30. červen 2009 12:00 (UTC+3) |               | |                                            |
| Frøya                         | 8 : 0 (2 : 0) | Guernsey                                                                                           | Vikingavallen, Jomala rozhodčí: Arto Lilja |
|                               |               | David Rihoy 7', 64', 65' Ross Allen 10' (pen) 54', 70' Richard Meland 56' (vl.) Joby Bourgaize 86' | Vikingavallen, Jomala rozhodčí: Arto Lilja |

### Skupina C
| Poř. | Stát         | Z | V | R | P | VG | OG | Rozdíl | B |
| ---- | ------------ | - | - | - | - | -- | -- | ------ | - |
| 1    | Jersey       | 3 | 3 | 0 | 0 | 6  | 1  | +5     | 9 |
| 2    | Rhodos       | 3 | 2 | 0 | 1 | 5  | 1  | +4     | 6 |
| 3    | Ostrov Wight | 3 | 1 | 0 | 2 | 6  | 7  | -1     | 3 |
| 4    | Saaremaa     | 3 | 0 | 0 | 3 | 1  | 9  | −8     | 0 |

| 28. červen 2009 16:00 (UTC+3)             |               |              |                                              |
| Rhodos                                    | 2 : 0 (0 : 0) | Ostrov Wight | Sportkila, Sund rozhodčí: Mattias Gestranius |
| Savvas Pafiakis 79' Antonis Georgalis 90' |               |              | Sportkila, Sund rozhodčí: Mattias Gestranius |

| 28. červen 2009 16:00 (UTC+3) |               |               |                                         |
| Saaremaa                      | 0 : 1 (0 : 1) | Jersey        | Rangsby, Saltvik rozhodčí: Nermin Cisic |
|                               |               | Mark Lucas 9' | Rangsby, Saltvik rozhodčí: Nermin Cisic |

| 29. červen 2009 12:00 (UTC+3) |               |        |                                         |
| Jersey                        | 1 : 0 (1 : 0) | Rhodos | Rangsby, Saltvik rozhodčí: Johan Krantz |
| Ross Crick 40'                |               |        | Rangsby, Saltvik rozhodčí: Johan Krantz |

| 29. červen 2009 12:00 (UTC+3)                                                                       |               |                        |                                               |
| Ostrov Wight                                                                                        | 5 : 1 (2 : 0) | Saaremaa               | Hammarvallen, Hammarland rozhodčí: Arto Lilja |
| Kristjan Leedo 22' (vl.) Alexander Pezepolewski 41' Chris Elliot 45' (pen.) David Greening 65', 90' |               | Sander Laht 49' (pen.) | Hammarvallen, Hammarland rozhodčí: Arto Lilja |

| 30. červen 2009 16:00 (UTC+3)                                          |               |          |                                         |
| Rhodos                                                                 | 3 : 0 (2 : 0) | Saaremaa | Rangsby, Saltvik rozhodčí: Nermin Cisic |
| Xipas Antunis 16' Antonis Georgalis 17' Eleftherios Mavromoustakos 51' |               |          | Rangsby, Saltvik rozhodčí: Nermin Cisic |

| 30. červen 2009 16:00 (UTC+3)                                                 |               |                   |                                                |
| Jersey                                                                        | 4 : 1 (1 : 1) | Ostrov Wight      | Hammarvallen, Hammarland rozhodčí: Tony Asumaa |
| Ross Crick 10' Russell Le Feuvre 78' Jack Cannon 85' (pen.) Craig Russell 90' |               | Darren Powell 33' | Hammarvallen, Hammarland rozhodčí: Tony Asumaa |

### Skupina D
| Poř. | Stát                | Z | V | R | P | VG | OG | Rozdíl | B |
| ---- | ------------------- | - | - | - | - | -- | -- | ------ | - |
| 1    | Ostrov Man          | 3 | 3 | 0 | 0 | 11 | 3  | +8     | 9 |
| 2    | Vnější Hebridy      | 3 | 2 | 0 | 1 | 9  | 7  | +2     | 6 |
| 3    | Gotland             | 3 | 1 | 0 | 2 | 5  | 6  | -1     | 3 |
| 4    | Falklandské ostrovy | 3 | 0 | 0 | 3 | 2  | 11 | −9     | 0 |

| 28. červen 2009 19:00 (UTC+3)              |               |                   |                                                        |
| Vnější Hebridy                             | 2 : 1 (1 : 0) | Gotland           | Hammarvallen, Hammarland rozhodčí: Ville M. Nevalainen |
| David Angus Macmillan 20' Niall Gibson 90' |               | Kenneth Budin 49' | Hammarvallen, Hammarland rozhodčí: Ville M. Nevalainen |

| 28. červen 2009 19:00 (UTC+3) |               |                                         |                                           |
| Falklandy                     | 1 : 2 (0 : 1) | Ostrov Man                              | Solvallen, Eckerö rozhodčí: Juho Honkanen |
| Nick Hurt 74' (vl.)           |               | Christopher Bass 22' Stephen Glover 62' | Solvallen, Eckerö rozhodčí: Juho Honkanen |

| 29. červen 2009 19:00 (UTC+3)                                   |               |                |                                             |
| Ostrov Man                                                      | 5 : 0 (3 : 0) | Vnější Hebridy | Markusböle, Finström rozhodčí: Nermin Cisic |
| Christopher Bass 6', 65' Stephen Glover 16', 41' Jack McVey 90' |               |                | Markusböle, Finström rozhodčí: Nermin Cisic |

| 29. červen 2009 19:00 (UTC+3)            |               |           |                                             |
| Gotland                                  | 2 : 0 (0 : 0) | Falklandy | Vikingavallen, Jomala rozhodčí: Tony Asumaa |
| Andreas Kraft 55' Björn Nyman 80' (pen.) |               |           | Vikingavallen, Jomala rozhodčí: Tony Asumaa |

| 30. červen 2009 19:00 (UTC+3)                                                                                             |               |                 |                                                 |
| Vnější Hebridy | 7 : 1 (2 : 0) | Falklandy       | Solvallen, Eckerö rozhodčí: Ville M. Nevalainen |
| Niall Gibson 9' Hector Macphee 35' Donald Macphail 58', 88' John Morrison 73' (pen.) Martin Maclean 74' Andrew Murray 90' |               | Mark Lennon 49' | Solvallen, Eckerö rozhodčí: Ville M. Nevalainen |

| 30. červen 2009 19:00 (UTC+3)                           |               |                        |                                              |
| Ostrov Man                                              | 4 : 2 (4 : 0) | Gotland                | Markusböle, Finström rozhodčí: Juho Honkanen |
| Calum Morrissey 19', 45' Kevin Megson 36' Nick Hurt 42' |               | Andreas Kraft 49', 57' | Markusböle, Finström rozhodčí: Juho Honkanen |

## Play-off a knock-out

### O 16. až 11. místo
O 15. místo:
| 2. červenec 2009 9:00 (UTC+3) |               |                                                        |                                            |
| Falklandy                     | 1 : 3 (1 : 1) | Frøya                                                  | Vikingavallen, Jomala rozhodčí: Arto Lilja |
| Wayne Clement 5'              |               | Richard Meland 39' Martin Gaaso 52' Joran Adolfsen 68' | Vikingavallen, Jomala rozhodčí: Arto Lilja |

O 13. místo:
| 2. červenec 2009 19:00 (UTC+3) |               |                        |                                                    |
| Shetlandy                      | 3 : 2 (1 : 1) | Saaremaa               | Hammarvallen, Hammarland rozhodčí: Josef Fagerholm |
| Erik Thomson 33', 88', 91'     |               | Urmas Rajaver 42', 56' | Hammarvallen, Hammarland rozhodčí: Josef Fagerholm |

O 11. místo:
| 2. červenec 2009 19:30 (UTC+3)                              |               |                                                   |                                                   |
| Gotland                                                     | 4 : 3 (3 : 2) | Grónsko                                           | Vikingavallen, Jomala rozhodčí: Michael Sundström |
| Peter Öhman 10', 15' Emil Segerlund 22' Adrean Lindblom 53' |               | Peri Fleischer 17', 68' Kaali Lund Mathiassen 44' | Vikingavallen, Jomala rozhodčí: Michael Sundström |

### O 10. až 5. místo
O 9. místo:
| 3. červenec 2009 9:00 (UTC+3)       |               |              |                                               |
| Gibraltar                           | 3 : 0 (1 : 0) | Ostrov Wight | Vikingavallen, Jomala rozhodčí: Antti Lillman |
| Lee Casciaro 21', 63' Al Greene 76' |               |              | Vikingavallen, Jomala rozhodčí: Antti Lillman |

O 7. místo:
| 3. červenec 2009 13:30 (UTC+3) |               |                                                    |                                                 |
| Vnější Hebridy                 | 1 : 4 (0 : 2) | Menorca                                            | Vikingavallen, Jomala rozhodčí: Josef Fagerholm |
| Hector Macphee 56'             |               | Marc Pons 18' John Mercadal 36', 75' David Mas 90' | Vikingavallen, Jomala rozhodčí: Josef Fagerholm |

O 5. místo:
| 3. červenec 2009 12:00 (UTC+3)                                              |               |          |                                                 |
| Rhodos                                                                      | 4 : 0 (3 : 0) | Anglesey | Solvallen, Eckerö rozhodčí: Ville M. Nevalainen |
| Theoharis Moshis 30' Eleftherios Mavromoustakos 37' Michail Manias 43', 84' |               |          | Solvallen, Eckerö rozhodčí: Ville M. Nevalainen |

### Semifinále
| 2. červenec 2009 16:00 (UTC+3)            |                  |                     |                                                     |
| Alandy                                    | 2 : 1 pp (1 : 1) | Ostrov Man          | Vikingavallen, Jomala rozhodčí: Ville M. Nevalainen |
| Alexander Weckström 45' Jimmy Sundman 93' |                  | Calum Morrissey 24' | Vikingavallen, Jomala rozhodčí: Ville M. Nevalainen |

| 2. červenec 2009 16:00 (UTC+3) |               |                               |                                        |
| Guernsey                       | 0 : 2 (0 : 1) | Jersey                        | Sportkila, Sund rozhodčí: Johan Krantz |
|                                |               | Ross Crick 38' Mark Lucas 90' | Sportkila, Sund rozhodčí: Johan Krantz |

### O 3. místo
| 3. červenec 2009 16:00 (UTC+3) |               |                                                             |                                             |
| Ostrov Man                     | 0 : 5 (0 : 1) | Guernsey                                                    | Solvallen, Eckerö rozhodčí: Johan Holmqvist |
|                                |               | Craig Young 34' Simon Tostevin 68', 86', 90' Ross Allen 83' | Solvallen, Eckerö rozhodčí: Johan Holmqvist |

### Finále
| 3. červenec 2009 21:30 (UTC+3) |               |                                         |                                                        |
| Alandy                         | 1 : 2 (0 : 1) | Jersey                                  | Wiklöf Holding Arena, Mariehamn rozhodčí: Nermin Cisic |
| Andreas Björk 84'              |               | Jean- Paul Martyn 18' Chris Andrews 54' | Wiklöf Holding Arena, Mariehamn rozhodčí: Nermin Cisic |

## Konečné pořadí
|    | Jersey              |
|    | Alandy              |
|    | Guernsey            |
| 4  | Ostrov Man          |
| 5  | Rhodos              |
| 6  | Ynys Môn/Anglesey   |
| 7  | Menorca             |
| 8  | Vnější Hebridy      |
| 9  | Gibraltar           |
| 10 | Ostrov Wight        |
| 11 | Gotland             |
| 12 | Grónsko             |
| 13 | Shetlandy           |
| 14 | Saaremaa            |
| 15 | Frøya               |
| 16 | Falklandské ostrovy |

## Nejlepší střelci
| 5 gólů - Lee Casciaro - Ross Allen 4 góly - Pavia Mølgaard - David Mas | 3 góly - Melvin McGinnes - Andreas Kraft - Dave Rihoy - Simon Tostevin - Stephen Glover - Calum Morrissey - Alexander Weckström - Leighton Flaws - Erik Thomson |